# Giải đua ô tô Công thức 1 Anh 2023
Giải đua ô tô Công thức 1 Anh 2023 (tên chính thức là Formula 1 Aramco British Grand Prix 2023) là một chặng đua Công thức 1 được tổ chức vào ngày 9 tháng 7 năm 2023 tại trường đua Silverstone ở Silverstone, Anh, và là chặng đua thứ mười của giải đua xe Công thức 1 2023.

## Bối cảnh

### Bảng xếp hạng trước cuộc đua
Sau giải đua ô tô Công thức 1 Áo, Max Verstappen tiếp tục dẫn đầu trước Sergio Pérez (148 điểm) và Fernando Alonso (131 điểm) trong bảng xếp hạng các tay đua với 229 điểm. Trong bảng xếp hạng các đội đua, Red Bull Racing tiếp tục dẫn đầu trước Mercedes (178 điểm) và Aston Martin (175 điểm) với 377 điểm.

### Lựa chọn bộ lốp
Nhà cung cấp lốp xe Pirelli cung cấp các bộ lốp hạng C1, C2 và C3 (được chỉ định lần lượt là cứng, trung bình và mềm) để các đội sử dụng tại sự kiện này.

## Tường thuật

### Buổi tập
Trong buổi tập đầu tiên, Max Verstappen lập thời gian nhanh nhất với 1:28,600 phút trước đồng đội Sergio Pérez và Alexander Albon.
Trong buổi tập thứ hai, Verstappen lập thời gian nhanh nhất với 1:28,078 phút trước đồng đội Carlos Sainz Jr. và Albon.
Trong buổi tập thứ ba, Charles Leclerc lập thời gian nhanh nhất với 1:23,106 phút trước Albon và Fernando Alonso.

### Vòng phân hạng
Vòng phân hạng bao gồm ba phần với thời gian chạy 45 phút. Trong phần đầu tiên (Q1), các tay đua có 18 phút để tiếp tục tham gia phần thứ hai vòng phân hạng. Tất cả các tay đua đạt được thời gian trong phần đầu tiên với thời gian tối đa 107% thời gian nhanh nhất được phép tham gia cuộc đua. 15 tay đua nhanh nhất trong Q1 lọt vào Q2. Lando Norris là tay đua nhanh nhất trong phần này. Q1 bị gián đoạn trước ba phút cuối cùng do chiếc xe Haas của Kevin Magnussen đứng giữa mặt đường đua ẩm ướt sau khi chiếc xe này bị hỏng. Sau khi Q1 kết thúc, Sergio Pérez, cả hai tay đua của AlphaTauri và Chu Quán Vũ bị loại. Đây cũng là chặng đua thứ năm liên tiếp trong suốt mùa giải này mà Pérez không thể lọt vào phần cuối cùng của vòng phân hạng (Q3).
Phần thứ hai (Q2) kéo dài 15 phút và mười tay đua nhanh nhất của phần này đi tiếp vào phần thứ ba của vòng phân hạng. Verstappen là tay đua nhanh nhất trong phần này. Sau khi Q2 kết thúc, Nico Hülkenberg, Lance Stroll, Esteban Ocon, Logan Sargeant và Valtteri Bottas bị loại. Bottas không thể lập thời gian trong suốt Q2 vì chiếc xe của anh không còn năng lượng sau khi Q1 kết thúc.
Phần cuối cùng (Q3) kéo dài mười hai phút, trong đó mười vị trí xuất phát đầu tiên được xác định sẵn. Verstappen giành được vị trí pole với thời gian nhanh nhất là 1:26,720 phút trước Norris và Oscar Piastri. Piastri đã đạt được kết quả vòng phân hạng cao nhất trong sự nghiệp sau khi đứng ở vị trí thứ ba. Đây cũng là kết quả vòng phân hạng cao nhất đối với một tay đua tân binh trong những năm gần đây.
Sau khi vòng phân hạng kết thúc, Bottas chính thức bị loại khỏi kết quả do mực nhiên liệu trong chiếc xe Alfa Romeo của anh không đạt được 1 lít. Mặc dù vậy, anh được ban quản lý cho phép tham gia cuộc đua chính từ vị trí cuối cùng.

### Cuộc đua
Sau khi cuộc đua chính thức bắt đầu, Norris dẫn đầu cuộc đua sau khi vượt qua Verstappen. Norris tiếp tục dẫn đầu cuộc đua trong bốn vòng đua trước khi bị Verstappen vượt thông qua hệ thống DRS đã vượt qua Norris ở vòng bốn. Tại các vị trí phía sau, nhiều tay đua tranh giành các vị trí lẫn nhau. Lewis Hamilton đã vượt qua Pierre Gasly và tiếp tục đuổi theo Alonso. Tại các vòng đua sau đó, Hamilton cuối cùng đã vượt qua Alonso với hệ thống DRS. Đồng thời, Stroll và Ocon đã tranh giành vị trí trước khi Ocon bỏ cuộc ở vòng đua thứ 12 do chiếc xe gặp vấn đề về thủy lực.
Ở vòng đua thứ 32, động cơ Ferrari trong chiếc xe Haas của Magnussen bốc cháy ở vòng 32 khiến anh phải bỏ cuộc. Ban đầu, xe an toàn ảo được triển khai nhưng sau đó, xe an toàn đã được triển khai. Trong giai đoạn xe an toàn, các tay đua đã tận dụng thời gian để thay đổi bộ lốp của họ. Vào giai đoạn thay đổi lốp, Hamilton đã vượt qua Piastri và Russell và đứng ở vị trí thứ ba. Các tay đua Ferrari, Sainz Jr. và Leclerc đã gặp không may sau khi mất hai vị trí trong giai đoạn này.
Sau khi xe an toàn vào làn pit, Verstappen đã dẫn đầu cho đến vòng đua cuối cùng. Phía sau anh, nhiều cuộc tranh giành vị trí giữa các tay đua khác nhah diễn ra. Hamilton cố gắng vượt Norris với bộ lốp mềm nhanh hơn để giành vị trí thứ hai nhưng bất thành. Stroll đã va chạm với hệ thống treo lốp sau bên phải của Gasly khi cả hai đang tranh giành vị trí của nhau. Vụ va chạm này khiến hệ thống treo lốp sau của chiếc xe Alpine của Gasly bị hỏng và anh phải bỏ cuộc sau đó. Vì gây ra vụ va chạm này, Stroll nhận một án phạt năm giây.
Sau khi cuộc đua kết thúc, Verstappen giành chiến thắng trước Norris và Hamilton. Đây cũng là chiến thắng đầu tiên của anh tại giải đua ô tô Công thức 1 Anh. Thêm vào đó, đây cũng là chiến thắng thứ hai của anh tại trường đua Silverstone sau chiến thắng của anh tại chặng đua GP kỷ niệm 70 năm. Các tay đua còn lại ghi điểm trong cuộc đua này là Piastri, Russell, Pérez, Alonso, Albon, Leclerc và Sainz Jr.

## Kết quả

### Vòng phân hạng
| Vị trí                    | Số xe | Tay đua          | Đội đua                      | Q1       | Q2       | Q3       | Vị trí xuất phát |
| ------------------------- | ----- | ---------------- | ---------------------------- | -------- | -------- | -------- | ---------------- |
| 1                         | 1     | Max Verstappen   | Red Bull Racing-Honda RBPT   | 1:29,428 | 1:27,702 | 1:26,720 | 1                |
| 2                         | 4     | Lando Norris     | McLaren-Mercedes             | 1:28,917 | 1:28,042 | 1:26,691 | 2                |
| 3                         | 81    | Oscar Piastri    | McLaren-Mercedes             | 1:29,874 | 1:27,845 | 1:27,092 | 3                |
| 4                         | 16    | Charles Leclerc  | Ferrari                      | 1:29,143 | 1:28,361 | 1:27,136 | 4                |
| 5                         | 55    | Carlos Sainz Jr. | Ferrari                      | 1:29,865 | 1:28,265 | 1:27,148 | 5                |
| 6                         | 63    | George Russell   | Mercedes                     | 1:29,412 | 1:28,782 | 1:27,155 | 6                |
| 7                         | 44    | Lewis Hamilton   | Mercedes                     | 1:29,415 | 1:28,545 | 1:27,211 | 7                |
| 8                         | 23    | Alexander Albon  | Williams-Mercedes            | 1:29,466 | 1:28,067 | 1:27,530 | 8                |
| 9                         | 14    | Fernando Alonso  | Aston Martin Aramco-Mercedes | 1:29,949 | 1:28,368 | 1:27,659 | 9                |
| 10                        | 10    | Pierre Gasly     | Alpine-Renault               | 1:29,533 | 1:28,751 | 1:27,689 | 10               |
| 11                        | 27    | Nico Hülkenberg  | Haas-Ferrari                 | 1:29,603 | 1:28,896 | –        | 11               |
| 12                        | 18    | Lance Stroll     | Aston Martin Aramco-Mercedes | 1:29,448 | 1:28,935 | –        | 12               |
| 13                        | 31    | Esteban Ocon     | Alpine-Renault               | 1:29,700 | 1:28,956 | –        | 13               |
| 14                        | 2     | Logan Sargeant   | Williams-Mercedes            | 1:29,873 | 1:29,031 | –        | 14               |
| 15                        | 11    | Sergio Pérez     | Red Bull Racing-Honda RBPT   | 1:29,968 | –        | –        | 15               |
| 16                        | 22    | Yuki Tsunoda     | AlphaTauri-Honda RBPT        | 1:30,025 | –        | –        | 16               |
| 17                        | 24    | Chu Quán Vũ      | Alfa Romeo-Ferrari           | 1:30,123 | –        | –        | 17               |
| 18                        | 21    | Nyck de Vries    | AlphaTauri-Honda RBPT        | 1:30,513 | –        | –        | 18               |
| 19                        | 20    | Kevin Magnussen  | Haas-Ferrari                 | 1:32,378 | –        | –        | 19               |
| Thời gian 107%: 1:35,1412 |       |                  |                              |          |          |          |                  |
| Bị loại                   | 77    | Valtteri Bottas  | Alfa Romeo-Ferrari           | –        | –        | –        | 201              |

Chú thích:
- ^1  – Valtteri Bottas vượt qua vòng phân hạng ở vị trí thứ 15 nhưng kết quả của anh bị hủy vì xe của anh không thể cung cấp mẫu nhiên liệu 1 lít. Mặc dù vậy, anh được phép tham gia cuộc đua sau khi ban quản lý chấp thuận.[12]
- ^2  – Vì vòng phân hạng được tổ chức trong điều kiện thời tiết ướt nên quy tắc 107% không có hiệu lực.[13]

### Cuộc đua
| Vị trí                                                                                        | Số xe | Tay đua          | Đội đua                      | Số vòng | Thời gian/ Bỏ cuộc | Vị trí xuất phát | Số điểm |
| --------------------------------------------------------------------------------------------- | ----- | ---------------- | ---------------------------- | ------- | ------------------ | ---------------- | ------- |
| 1                                                                                             | 1     | Max Verstappen   | Red Bull Racing-Honda RBPT   | 52      | 1:25:16,938        | 1                | 261     |
| 2                                                                                             | 4     | Lando Norris     | McLaren-Mercedes             | 52      | + 3,798            | 2                | 18      |
| 3                                                                                             | 44    | Lewis Hamilton   | Mercedes                     | 52      | + 6,783            | 7                | 15      |
| 4                                                                                             | 81    | Oscar Piastri    | McLaren-Mercedes             | 52      | + 7,776            | 3                | 12      |
| 5                                                                                             | 63    | George Russell   | Mercedes                     | 52      | + 11,206           | 6                | 10      |
| 6                                                                                             | 11    | Sergio Pérez     | Red Bull Racing-Honda RBPT   | 52      | + 12,882           | 15               | 8       |
| 7                                                                                             | 14    | Fernando Alonso  | Aston Martin Aramco-Mercedes | 52      | + 17,193           | 9                | 6       |
| 8                                                                                             | 23    | Alexander Albon  | Williams-Mercedes            | 52      | + 17,878           | 8                | 4       |
| 9                                                                                             | 16    | Charles Leclerc  | Ferrari                      | 52      | + 18,689           | 4                | 2       |
| 10                                                                                            | 55    | Carlos Sainz Jr. | Ferrari                      | 52      | + 19,448           | 5                | 1       |
| 11                                                                                            | 2     | Logan Sargeant   | Williams-Mercedes            | 52      | + 23,632           | 14               |         |
| 12                                                                                            | 77    | Valtteri Bottas  | Alfa Romeo-Ferrari           | 52      | + 25,830           | 20               |         |
| 13                                                                                            | 27    | Nico Hülkenberg  | Haas-Ferrari                 | 52      | + 26,663           | 11               |         |
| 14                                                                                            | 18    | Lance Stroll     | Aston Martin Aramco-Mercedes | 52      | + 27,4832          | 12               |         |
| 15                                                                                            | 24    | Chu Quán Vũ      | Alfa Romeo-Ferrari           | 52      | + 29,820           | 17               |         |
| 16                                                                                            | 22    | Yuki Tsunoda     | AlphaTauri-Honda RBPT        | 52      | + 31,225           | 16               |         |
| 17                                                                                            | 21    | Nyck de Vries    | AlphaTauri-Honda RBPT        | 52      | + 33,128           | 18               |         |
| 183                                                                                           | 10    | Pierre Gasly     | Alpine-Renault               | 49      | Xe hỏng            | 10               |         |
| Bỏ cuộc                                                                                       | 20    | Kevin Magnussen  | Haas-Ferrari                 | 31      | Động cơ            | 19               |         |
| Bỏ cuộc                                                                                       | 31    | Esteban Ocon     | Alpine-Renault               | 9       | Thiếu dầu          | 13               |         |
| Vòng đua nhanh nhất: Max Verstappen (Red Bull Racing-Honda RBPT) – 1:30,275 (vòng đua thứ 42) |       |                  |                              |         |                    |                  |         |
| Tay đua xuất sắc nhất cuộc đua: Lando Norris (McLaren-Mercedes), 45,5% số phiếu bầu           |       |                  |                              |         |                    |                  |         |

Chú thích:
- ^1  – Bao gồm một điểm cho vòng đua nhanh nhất.[15]
- ^2  – Lance Stroll về đích ở vị trí thứ 11 nhưng anh nhận một án phạt 5 giây do gây một vụ va chạm với Pierre Gasly. Án phạt này khiến anh bị tụt xuống vị trí thứ 14.[16]
- ^3  – Pierre Gasly được xếp hạng do hoàn thành hơn 90% của cuộc đua.[16]

## Bảng xếp hạng sau cuộc đua

### Bảng xếp hạng các tay đua
| Vị trí | Tay đua          | Đội đua                      | Số điểm | Thay đổi vị trí |
| ------ | ---------------- | ---------------------------- | ------- | --------------- |
| 1      | Max Verstappen   | Red Bull Racing-Honda RBPT   | 255     | +/-0            |
| 2      | Sergio Pérez     | Red Bull Racing-Honda RBPT   | 156     | +/-0            |
| 3      | Fernando Alonso  | Aston Martin Aramco-Mercedes | 137     | +/-0            |
| 4      | Lewis Hamilton   | Mercedes                     | 121     | +/-0            |
| 5      | Carlos Sainz Jr. | Ferrari                      | 83      | +/-0            |
| 6      | George Russell   | Mercedes                     | 82      | 1               |
| 7      | Charles Leclerc  | Ferrari                      | 74      | 1               |
| 8      | Lance Stroll     | Aston Martin Aramco-Mercedes | 44      | +/-0            |
| 9      | Lando Norris     | McLaren-Mercedes             | 42      | 1               |
| 10     | Esteban Ocon     | Alpine-Renault               | 31      | 1               |

- Lưu ý: Chỉ có mười vị trí đứng đầu được liệt kê trong bảng xếp hạng này.

### Bảng xếp hạng các đội đua
| Vị trí | Đội đua                      | Số điểm | Thay đổi vị trí |
| ------ | ---------------------------- | ------- | --------------- |
| 1      | Red Bull Racing-Honda RBPT   | 411     | +/-0            |
| 2      | Mercedes                     | 203     | +/-0            |
| 3      | Aston Martin Aramco-Mercedes | 181     | +/-0            |
| 4      | Ferrari                      | 157     | +/-0            |
| 5      | McLaren-Mercedes             | 59      | 1               |
| 6      | Alpine-Renault               | 47      | 1               |
| 7      | Williams-Mercedes            | 11      | 2               |
| 8      | Haas-Ferrari                 | 11      | 1               |
| 9      | Alfa Romeo-Ferrari           | 9       | 1               |
| 10     | AlphaTauri-Honda RBPT        | 2       | +/-0            |